# Suicides Love Story
Suicides Love Story (SUICIDES LOVE STORY) è il decimo singolo della cantautrice giapponese Nana Kitade, pubblicato il 5 marzo 2008. La canzone SUICIDES LOVE STORY è stata utilizzata come sigla di chiusura della serie anime Persona: Trinity Soul.

## Tracce
1. SUICIDES LOVE STORY
2. Setsuna no Kizuna
3. tsuiraku
4. SUICIDES LOVE STORY ~Instrumental~